# スーパー太平記
『スーパー太平記』（スーパーたいへいき）は、手塚治虫による日本のSF漫画作品。1958年から1959年にかけて、少年画報社刊行の『少年画報』に連載された。

## 概要
本作は江戸時代末期の日本で育ち未来人の両親を持つ少年が、奇想天外な発明品を作って悪人と戦うSF活劇。作品の原型となったのは、1952年に少年画報の別冊付録として描かれた『ピストルをあたまにのせた人びと』で、そこに登場する発明マニアの少年・栗助が、本作の駒助に発展した。

## あらすじ
時間機械で未来から江戸時代にやって来た加賀美博士夫妻は、機械の事故により、赤ん坊を置き去りにしてしまう。その赤ん坊は、女スリのコンニャクお伝に拾われ、駒助と名づけられて育てられる。その後元気な少年に成長した駒助の前に、両親だと名乗る不思議な男女が現われ、彼らから未来の科学の本をもらい……。

## 登場人物
- 駒助
- コンニャクのお伝
- 小原庄之助
- への屋茂平次
- 加賀美博士
- 加賀美鏡子
- ウナどん
- キズ六
- けんか長屋の大家
- ゲッソリ右門
- からくり儀右衛門
- 不知火

## 単行本
- キングコミックス『スーパー太平記』（少年画報社）
- 手塚治虫漫画全集『スーパー太平記』（講談社）
- 小学館叢書 手塚治虫中期傑作集11『スーパー太平記』（小学館）
- カラー完全版『スーパー太平記』（チクマ秀版社）
- 手塚治虫文庫全集『スーパー太平記』（講談社）